# Helen Cargillová
Helen Wilson Cargillová (1. října 1896, Edinburgh – 4. prosince 1969) byla britská zdravotní sestra a důstojnice Royal Air Force. V letech 1948 až 1952 velela jednotce Princess Mary's Royal Air Force Nursing Service.

## Mládí
Narodila se v Edinburghu 1. října 1896 Williamu Cargillovi a jeho ženě Jane Elizabeth, rozené Murphyové. Rodina žila v edinburské čtvrti Morningside, kde Cargillová studovala na škole St Bride's School. Od roku 1919 do roku 1923 se cvičila na zdravotní sestru v Nemocnici Sv. Jiří (anglicky: St George Hospital), která je londýnskou nemocnicí zabývající se výukou.

## Vojenská kariéra
V červnu 1923 vstoupila do Princess Mary's Royal Air Force Nursing Service. 1.  července 1926 byla povýšena na sestru (anglicky: Sister) a 1. února 1939 na starší sestru (anglicky: Senior Sister). V meziválečném období sloužila jak ve Spojeném království, tak na Blízkém východě.
Do aktivní služby byla povolána během druhé světové války. Od června 1941 sloužila jako vrchní sestra (anglicky: Matron). V letech 1942 až 1944 sloužila ve Spojeném království a také v Adenu v Jemenu. Po vylodění spojenců v Normandii sloužila ve Francii u nemocnice RAF. Od září 1944 do května 1945 působila jako vrchní sestra v nemocnici v Bruselu v Belgii.
Po konci války se vrátila do Spojeného království a několik let působila jako vrchní sestra v nemocnici RAF v Matlocku v hrabství Derbyshire. Jednalo se o psychiatrickou léčebnu specializovanou na léčbu bývalých válečných zajatců. Dne 16. července 1948 převzala velení nad Princess Mary's Royal Air Force Nursing Service. Dne 1. února 1949 byly ženské jednotky integrovány do struktury britských ozbrojených sil. Na základě této změny obdržela i vojenskou hodnost, konkrétně hodnost Air Commandant. Kvůli zdravotní nezpůsobilosti pro službu v letectvu odešla 12. května 1952 do výslužby.

## Smrt
Zemřela 4. prosince 1969 ve věku 73 let. Byla pohřbena vedle svých rodičů na hřbitově Morningside Cemetery v Edinburghu, ležícím nedaleko jejího rodného domu.

## Vyznamenání
V roce 1941 obdržela Královský červený kříž 2. třídy (Associate), v roce 1945 pak byla povýšena na držitele 1. třídy. V červnu 1949 získala Nejctihodnější řád sv. Jana Jeruzalémského v hodnosti komandér. V roce 1951 pak byla vyznamenána Řádem britského impéria v hodnosti dame-komandér.

## Fotogalerie

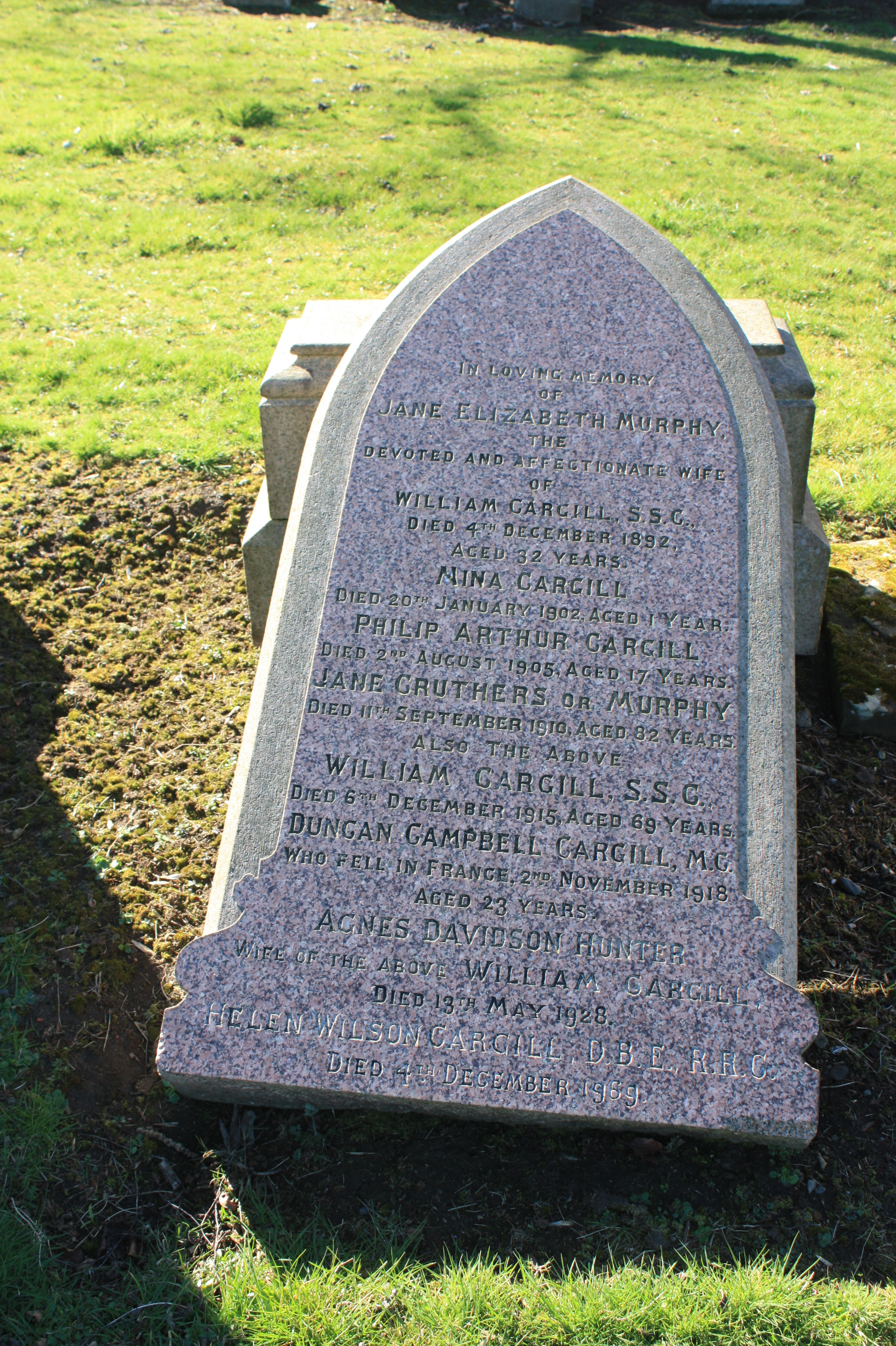
Náhrobní kámen H. Cargillové na hřbitově Morningside Cemetery v Edinburghu
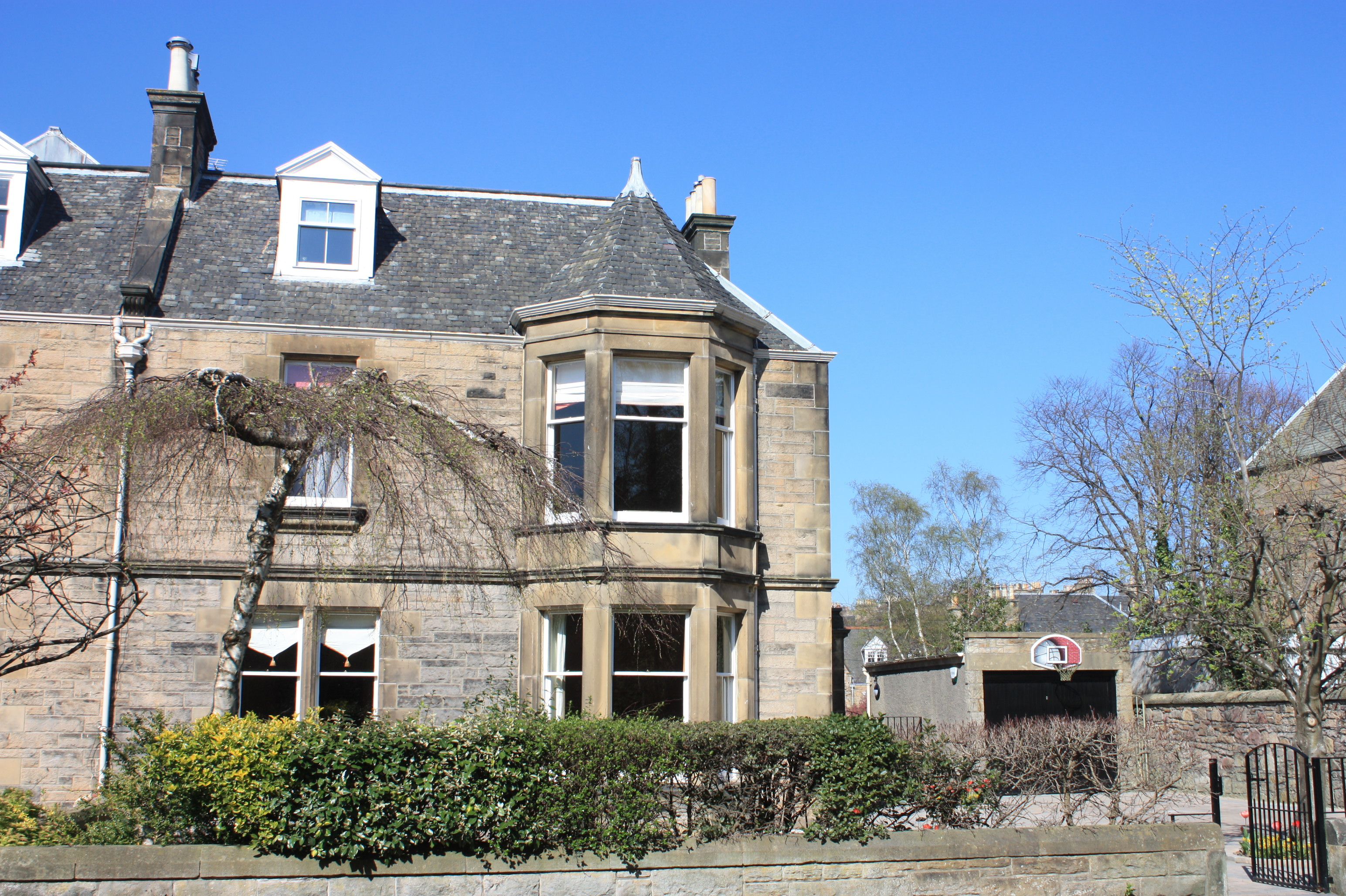
Dům ve kterém H. Cargillová strávila dětství